# Giancarlo Falappa
Giancarlo Falappa (* 30. Juni 1964 in Jesi) ist ein ehemaliger italienischer Motorradrennfahrer.
Er war jahrelang Ducati-Werkspilot in der Superbike-Weltmeisterschaft und galt als draufgängerischer Fahrer. Während seiner kurzen aktiven Laufbahn war Falappa als Il leone di Jesi (Der Löwe von Jesi) bekannt und berühmt für seine wilden Wheelies. Nach schweren Stürzen entrann er zweimal nur knapp dem Tod.

## Karriere

### Anfänge
Giancarlo Falappa begann, gegen den Willen seiner Familie, seine Karriere 1979 beim Motocross. Bereits sein erstes Rennen beendete er siegreich; bis 1980 folgten viele weitere Siege bei Amateurrennen. 1981 wurde Falappa offizieller Pilot des Herstellers MotoVilla und gewann das Campionato Italiano Cadetti-Junior. Von 1982 bis 1984 startete er in der 250-cm³-Motocross-Weltmeisterschaft. 1985 und 1986 nahm Giancarlo Falappa aus finanziellen Gründen an keinen Rennen teil.
Im Sommer 1987 pilotierte Falappa bei einem öffentlichen Training auf der Piste von Misano zum ersten Mal ein Straßenmotorrad auf einer Rennstrecke. Er fuhr die Kawasaki GPZ 600 eines Freundes und lag nach einer Stunde nur noch acht Zehntelsekunden über dem aktuellen Rundenrekord der italienischen 600-cm³-Meisterschaft. In der folgenden Woche kaufte er sich eine Suzuki GSX-R 1100, mit der er kurz danach in Vallelunga sein erstes offizielles Rennen gewann.
Nachdem Giancarlo Falappa 1988 mit seiner Suzuki alle vier Vorläufe um die italienische Sport-Production-Meisterschaft gewonnen hatte, bot ihm Bimota ein Motorrad für die drei Finalrennen der Meisterschaft an. Außerdem stellte man ihm für den Fall des Meistertitels einen Platz als Testfahrer und Pilot im Superbike-WM-Team des Herstellers aus Rimini für 1989 in Aussicht. Falappa gewann die ersten beiden Finalläufe, beim letzten Lauf in Mugello stürzte er in der Einführungsrunde und brach sich dabei den Schalthebel am Motorrad ab. Dennoch drehte er die schnellste Runde, stürzte aber zur Mitte des Rennens. Da sein größter Rivale das Rennen ebenfalls nicht beenden konnte, gewann Falappa die Meisterschaft und stieg in die Superbike-WM auf, obwohl er bis dahin noch nicht einmal zehn Straßenrennen bestritten hatte.

### Superbike-Weltmeisterschaft
Bereits beim ersten Rennen der Saison 1989 im englischen Donington fuhr Falappa auf die Pole-Position und gewann den zweiten Lauf. Nach einem weiteren Laufsieg im kanadischen Mosport gewann Giancarlo Falappa auch den zweiten Lauf in Le Castellet. Am Saisonende belegte er den sechsten WM-Rang.
Wegen seiner guten Leistungen wurde Giancarlo Falappa für die Saison 1990 von Konkurrent Ducati verpflichtet. Er pilotierte im Werksteam Squadra Corse Ducati Lucchinelli eine Ducati 851, sein Teamkollege war Raymond Roche aus Frankreich, der sich den Titel sichern konnte. Nach einem schleppenden Saisonstart mit nur einem Sieg in Donington verunglückte Falappa an seinem Geburtstag beim Qualifikationstraining zur siebten Veranstaltung am Österreichring schwer. Am Eingang einer Kurve, die mit ca. 270 km/h durchfahren wurde, musste er einem langsameren Fahrer ausweichen und prallte dabei in die Leitplanke, die sich nur einen Meter neben der Strecke befand. Der Italiener zog sich 27 Knochenbrüche sowie den Riss einer Oberschenkelarterie zu und fiel wegen des hohen Blutverlustes ins Koma, aus dem er nach zwölf Tagen wieder erwachte. Danach verbrachte er mehrere Monate in einem Krankenhaus in Bologna und ging in dieser Saison nicht wieder an den Start.
Zur Saison 1991 kehrte Giancarlo Falappa, gegen Anraten seiner Ärzte und obwohl er seinen linken Arm nicht heben und sein linkes Bein nach 13 Knochenbrüchen nicht beugen konnte, in die Superbike-WM zurück. Er startete wiederum zusammen mit Raymond Roche für das Ducati-Werksteam Ducati Meccanica, diesmal auf der neuen 888, und fuhr regelmäßig in die Punkteränge. Beim zweiten Lauf in Mugello lag Falappa, immer noch in schlechtem körperlichen Zustand, sogar mit fast einer Minute Vorsprung auf den Zweitplatzierten Doug Polen in Führung, ehe er wegen eines Defekts an der Kraftstoffpumpe das Rennen aufgeben musste. Die WM schloss er auf dem elften Gesamtrang ab.
Auch 1992 startete Giancarlo Falappa für das Ducati-Werksteam, das in dieser Saison Team Police Ducati hieß, und pilotierte zusammen mit Raymond Roche und Doug Polen die neue 888. Die Stelle als Team-Manager bekleidete in diesem Jahr Franco Uncini. Eine weitere Neuerung waren die Dunlop-Reifen, nachdem man in den Vorsaisons auf Michelin an den Start gegangen war. Falappa fuhr vier Laufsiege ein, darunter zwei auf dem Österreichring, und wurde Vierter der Gesamtwertung. Teamkollege Polen sicherte sich den WM-Titel, Roche wurde Vize-Weltmeister.
1993 wurde der Brite Carl Fogarty Falappas neuer Teamkollege in der Werksmannschaft Team Raymond Roche Ducati, Roche fungierte als Team-Manager, außerdem kehrte man zu Michelin-Reifen zurück. Giancarlo Falappa gewann sechs der ersten zehn Rennen. Darunter auch beide in Brands Hatch, wo er die Konkurrenz jeweils mit Vorsprüngen von über einer Minute hinter sich ließ. In der zweiten Saisonhälfte gab es jedoch Meinungsverschiedenheiten über die Einstellung des Motorrades und Falappa rutschte vom zwischenzeitlich ersten noch auf den fünften WM-Rang ab.
Für die Saison 1994 erhielt Giancarlo Falappa ein Angebot von Honda, wo er im Werksteam Castrol Honda starten sollte. Der Italiener lehnte jedoch ab und entschied sich, weiter für Ducati an den Start zu gehen. Dort wurden nach den Unstimmigkeiten der Vorsaison die Teamstrukturen geändert. Falappa und Fogarty bestritten die Saison im Werksteam nun unter der Führung von Virginio Ferrari und starteten erstmals auf der 916 R, die in den Folgejahren legendär werden sollte. Bei der ersten Veranstaltung in Donington wurde Falappa nach technischen Problemen in beiden Läufen Fünfter. Auch bei den folgenden Rennen in Hockenheim gab es Probleme, diesmal an der elektronischen Gangschaltung. Die folgenden beiden Läufe in Misano, in denen er Zweiter und Erster wurde, sollten die letzten in Giancarlo Falappas Karriere werden. Kurze Zeit später stürzte er bei Testfahrten im spanischen Albacete, bei denen Ducati eine neue Gabel und ein verbessertes elektronisches Schaltsystem erprobte, wegen eines plötzlichen Defekts an der neuen Schaltung. Falappa wurde über vier Meter in die Höhe geschleudert und stürzte auf den Kopf. Er lag danach 33 Tage, von denen er die meisten zwischen Leben und Tod schwebte, im Koma.
Nach einer langen Rehabilitationsphase wollte Giancarlo Falappa zwar unbedingt wieder Rennen fahren, musste aber 1997 nach einer Testfahrt in Rijeka einsehen, dass sein körperlicher Zustand die Fortsetzung seiner Karriere unmöglich machte.
Heute arbeitet er als Repräsentant für Ducati, ist ein häufiger Gast bei Superbike-WM-Rennen und besucht Ducati-Händler und -Fanklubs.

## Statistik

### Erfolge
- 1988 – Italienischer Sport-Production-Meister

### In der Superbike-Weltmeisterschaft
| Saison | Team                          | Motorrad     | Rennen | Siege | Zweiter | Dritter | Poles | Schn. Runden | Punkte | Ergebnis |
| ------ | ----------------------------- | ------------ | ------ | ----- | ------- | ------- | ----- | ------------ | ------ | -------- |
| 1989   | Bimota Experience             | Bimota YB4EI | 18     | 3     | 1       | 1       | 1     | 1            | 139    | 6.       |
| 1990   | Corse Ducati Lucchinelli      | Ducati 851S  | 9      | 1     | 1       | 1       | 2     | –            | 94     | 11.      |
| 1991   | Corse Ducati Lucchinelli      | Ducati 888   | 22     | –     | –       | 1       | –     | 1            | 113    | 9.       |
| 1992   | Team Police Ducati            | Ducati 888   | 26     | 4     | 2       | 3       | 4     | 1            | 279    | 4.       |
| 1993   | Team Raymond Roche Ducati     | Ducati 888   | 26     | 7     | 1       | 2       | 1     | 7            | 255    | 5.       |
| 1994   | Ducati Corse Virginio Ferrari | Ducati 916   | 6      | 1     | 1       | –       | –     | 1            | 74     | 15.      |
| Gesamt | Gesamt                        | Gesamt       | 107    | 16    | 6       | 8       | 8     | 11           | 954    |          |

## Trivia
- Bei seinem Sieg in Le Castellet 1989 fuhr Falappa das Rennen ohne die linke Seite seines Lenkers zu Ende, die nach einem Kontakt im harten Kampf mit Teamkollege Mike Baldwin abgebrochen war. Dabei kontrollierte er in den letzten drei Runden die Maschine mit der linken Hand in der Vordergabel. Bevor er nach dem Rennen in den Parc fermé einfuhr, hielt er an seiner Box und wies seine Mechaniker an, den Lenker zu wechseln, um nicht disqualifiziert zu werden.[2]
- Bei der Testfahrt einer Bimota YB6 1000 auf der Autobahn A14 bei Ravenna im Jahr 1989 entdeckte Falappa den Wagen des damaligen Ducati-Teammanagers Marco Lucchinelli und überholte diesen grüßend mit einem Wheelie bei ca. 170 km/h rechts. An der folgenden Autobahnraststätte trafen sich die beiden wieder. Lucchinelli war dermaßen beeindruckt, dass er Falappa sofort einen Platz im Ducati-Werksteam anbot und ihn ins Hauptquartier nach Borgo Panigale einlud, wo der Kontrakt später geschlossen wurde.[2]
- Als Giancarlo Falappa nach seinem schweren Unfall 1994 in Albacete im Koma lag, spielte man tagelang Videos seiner letzten Siege im Krankenzimmer ab, die ihm helfen sollten, wieder aufzuwachen. Als das nicht gelang und man schon begann, die Hoffnung aufzugeben, besuchte ihn der damalige TV-Kommentator der Superbike-Rennen Giovanni Di Pillo. Dieser redete zu ihm, als würde er ein dramatisches Rennen kommentieren, und rief immer wieder „Giancarlo, wach auf! Du musst aufwachen, Scott Russell holt auf! Er wird dich überholen! Gib Gas!“. Am folgenden Tag erwachte Falappa nach 33 Tagen aus dem Koma.[1][2]

## Verweise